# سفارة بوركينا فاسو لدى السعودية
سفارة بوركينا فاسو لدى السعودية هي الممثلية الدبلوماسية العليا لدولة بوركينا فاسو لدى المملكة العربية السعودية. تقع السفارة في حي السليمانية في الرياض.